# Франц Клајн
Франц Клајн (енгл. Franz Kline; Вилкс-Баре, 23. мај 1910 — Њујорк, 13. мај 1962) је био амерички сликар немачког порекла. Аутентични представник америчког акционог сликарства друге половине 20. века. Најпознатији је по својим црно-белим сликама, експресивног израза.